# Едвард Уеллс
Едвард Уеллс (англ. Edward Wells; 1667 — 1727) — англійський картограф, географ, математик та суперечливий теолог.

## Життєпис
Він був сином Едварда Уеллса, вікарія Коршема, Вілтшир. У 1680 році його прийняли до Вестмінстерської школи, а в 1686 році отримав стипендію в Крайст-Черч, Оксфорд. Він закінчив бакалавра у 1690 році та магістра у 1693 році.
2 січня 1702 року він був призначений священиком Котсбаха, графство Лестершир, а 5 квітня 1704 року йому було присвоєно ступені BD і DD. 28 березня 1716 року його було призначено священиком в Блетчлі, Бакінгемшир, за поданням свого колишнього учня, Брауна Вілліса. З кафедри він атакував свого благодійника; Потім Браун Вілліс опублікував Розглянуті проповіді; викликаний кількома промовами, виголошеними в парафіяльній церкві Блетчлі.
З 1709 по 1719 рік Уеллс підготував критичне видання Нового Завіту грецькою мовою, опубліковане в Оксфорді. При побудові тексту Веллс спирався на варіанти читання, зібрані у виданні Джона Мілля. Хоча видання Мілля включало найретельніший критичний апарат на той час, фактичний текст був передруком тексту Стефана. Видання Уеллса, таким чином, було першим, що запропонувало повний грецький Новий Заповіт, відійшовши від Textus Receptus до того, що зараз вважається стандартним критичним текстом Нестле–Аланда.
Уеллс помер 11 липня 1727 року і був похований у Котесбаху.

## Праці
Серед його робіт:
- Видання "Пам'ятних речей" Ксенофонта та "Захисту Сократа", грецькою та латинською мовами, Оксфорд, 1690 р.
- «Elementa Arithmeticæ numerosæ et speciosæ», Оксфорд, 1698.
- «Трактат стародавньої та сучасної географії разом із набором карт у фоліо», Оксфорд, 1701; 4 редагування. Лондон, 1726; 5 редагування. 1738 рік.
- 'Tῆς πάλαι και τῆς νῦν Oἰκουμένης Περιήγησις, sive Dionysii Geographia emendata et locupletata, additione scilicet Geographiæ hodiernæ Græco Carmine pariter donatæ. Cum XVI Tabulis geographicis, Оксфорд, 1704, 1709; Лондон, 1718, 1726, 1738, 1761.
- «Деякі свідчення найвидатніших англійських дисидентів, а також закордонних реформованих церков і богословів щодо законності обрядів і церемоній англіканської церкви та незаконності відокремлення від неї» (анон. ), Оксфорд, 1706.
- «Недійсність пресвітеріанського рукопокладання доведена власною доктриною пресвітеріан про подвійний порядок; або короткий огляд того, що відбулося в суперечці між доктором Уеллсом і містером Пірсом … стосовно недійсності пресвітерського рукопокладання, Оксфорд, 1707. Стурбований Джеймсом Пірсом.
- «Трактати, призначені для використання та користі його парафіян, як незгодних, так і згодних», Оксфорд, 1707, 8vo. Це шість окремо виданих трактатів із загальною титульною сторінкою.
- 'Epistola ad Authorem anonymum Libelli non-ita pridem editi, cui Titulus 'Stricturæ breves in Epistolas DD Genevensium et Oxoniensium,' Oxford, 1608 [помилка за 1708].
- «Історична географія Нового Завіту … прикрашена картами; у двох частинах, Лондон, 1708; 2 ред. 1712; 3 редагування. 1718; нова правка. опубліковано Товариством сприяння християнським знанням, 1835 рік.
- «Історична географія Старого Завіту», Лондон, 1711–12 рр., 3 томи.
- Це разом із «Географією Нового Завіту» було перевидано в Оксфорді у двох томах, 1801 і знову в 1809.
- «Курс математики молодого джентльмена», Лондон, 1712–1714 рр., 3 томи; т. i. було перевидано як «Арифметика і геометрія юного джентльмена», 2-е видання. 2 частини, Лондон, 1723; т. ii. було перевидано як «The Young Gentleman's Astronomy, Chronology, and Dialling», 3-е видання, з доповненнями, Лондон, 1725; 4 редагування. 1736 рік.
- «Зауваження щодо вступу д-ра Кларка до його доктрини Святого Письма про Трійцю», Оксфорд, 1713 р.
- «Перефраза Нового Завіту з анотаціями; і Книга Даниїла, Лондон, 1714–19, 2 томи.
- «Великий і невід’ємний обов’язок Багача робити щедрий внесок у будівництво, перебудову, ремонт, прикрашання та прикрашання церков», 2 ред. Лондон, 1717 р.; перевидано в Оксфорді, 1840, зі вступом Джона Генрі Ньюмена.
- «Діалог між протестантським священиком і римським священиком; де показано, що Церква Риму не є єдиною істинною Церквою; і що Церква Англії є надійною частиною Католицької Церкви Христа», 3 ред. Лондон, 1723 рік.
- «Допомога для більш легкого та ясного розуміння Святого Письма», будучи парафразою, з анотаціями, про Старий Завіт, Оксфорд, 1724–1727, 4 томи. Цей і «Перефраз Нового Завіту» містять, окрім парафразу та анотацій, дискурси на теми, пов’язані зі Святим Письмом. Детальний опис цих промов подано в списку видань Біблії доктора Генрі Коттона.

## Карти України
1700 р. Карта — «A NEW MAP of SARMATIA EUROPAEA PANNONIA and DACIA Shewing their Principal Divisions, People, Cities, Towns, Mountains &c. Dedicated to His Highness WILLIAM Duke of Gloucester». Карта поміщена в атласі (A New Sett Of Mapps Of Ancient And Present Geography…), що видавався протягом 1700—1738 рр. (Оксфорд). Формат мапи 51 х 36,8 см. Українські землі — Сарматія Європейська (SARMATIA EUROPAEA). На Прикарпатті позначено CARPINI (карпів); у Причорномор'ї — PEUCINI (певкінів), на Поділлі — BASTARNE (бастарнів)..
1712 р. Карта — «A New Map of Present Poland, Hungary, Walachia, Moldavia, Little Tartary &c. Shewing thier Principall Divisions Chief Cities, Towns, Rivers, &c.». Ukrain of the Cossacks (Україна Козацька) охоплює Наддніпрянщину (Правобережну та Лівобережну). Назва VOLHINIA (Волинь) на карті ототожнюється з Україною. На схід від неї розташовано PODOLIA (Поділля) і Little Russie (Мала Русь — Західна Україна)..